# Jezioro Domaniowskie
Jezioro Domaniowskie lub Zalew Domaniowski – sztuczny zbiornik wodny zlokalizowany w dolinie Radomki w województwie mazowieckim, w powiecie przysuskim, na terenie gminy Wieniawa. Powstał w latach 1996–2000 w wyniku spiętrzenia wody zaporą betonowo-ziemną zbudowaną w miejscu przewężenia doliny na 64 kilometrze biegu rzeki (km 64+800) w rejonie Wólki Domaniowskiej i Brudnowa (lewy) oraz Głogowa i Kalenia (prawy brzeg). W rejonie tym rzeka przyjmuje swoje główne dopływy i równocześnie wkracza w swym biegu w pradolinę Stadiału Radomki. Powierzchnia zlewni w tym przekroju wynosi ok. 350 km².

## Dane zbiornika
Przy maksymalnym poziomie spiętrzenia 160,00 m n.p.m. zbiornik mieści 11,5 mln m³ wody zgromadzonych na powierzchni 7,5 km². Długość zalewu wynosi 5 km, szerokość od 0,5 km w rejonie zapory do 2,5 km w jego części środkowej, a średnia głębokość – 2,5 m. Pojemność użyteczna zbiornika równa jest 6,2 mln m³. Przy normalnym stanie wody zbiornik ma powierzchnię 500 hektarów. 

## Rola zbiornika
Wybudowany zbiornik odgrywa znaczącą rolę w gospodarce regionu. Do jego funkcji należą: zasilanie wodą w okresach suszy, wykorzystanie spiętrzenia dla celów energetycznych, prowadzenie zorganizowanej gospodarki rybackiej, rozwój turystyki i rekreacji.
Zbiornik stał się miejscem bytowania wielu gatunków ptaków, w tym wodno-błotnych, do tej pory mających swe ostoje na stawach rybnych rozrzuconych wzdłuż Radomki i jej dopływów.

## Zagospodarowanie turystyczne
Na brzegach zbiornika urządzane jest kąpielisko letnie jako miejsce wypoczynku. Zalew nie ma charakteru rekreacyjnego (brak infrastruktury), tylko retencyjny. Przez pierwszych kilka lat dojazd umożliwiała publiczna komunikacja autobusowa (MPK Radom, linia C, po 2004 r. jako linia komercyjna, tylko w weekendy w okresie wakacji). Obecnie dojazd zapewnia prywatna linia O.
Akwen otacza 19 szlaków rowerowych długości 220 km prowadzących przez gminy należące do Lokalnej Grupy Działania „Razem dla Radomki”: Jedlińsk, Zakrzew, Wolanów, Wieniawa, Przysucha i Przytyk. Osią sieci jest trasa Jedlińsk – Przytyk – Domaniów – Przysucha, do której dochodzą boczne szlaki.

## Fauna

### Ptaki
- czajka, bocian biały, kaczki, siewkowce, czaple, łyska, czernica, bąk, błotniak zbożowy, płaskonos, wodniczka, rokitniczka, trzcinniczek, mewy, rybitwy, kaczki, gęsi, czaple siwe, perkozy, bocian czarny (hajstra), świergotki

### Ssaki
- wydry, kuny, sarny, zające, lisy

### Ryby
- szczupak, okoń, karp, karaś, jaź, lin, płoć, jazgarz, leszcz, sum, sandacz, węgorz, kleń, tołpyga pstra, boleń